# Caligula simla
Caligula simla är en fjärilsart som beskrevs av John Obadiah Westwood 1847. Caligula simla ingår i släktet Caligula och familjen påfågelsspinnare. Inga underarter finns listade i Catalogue of Life.

## Bildgalleri

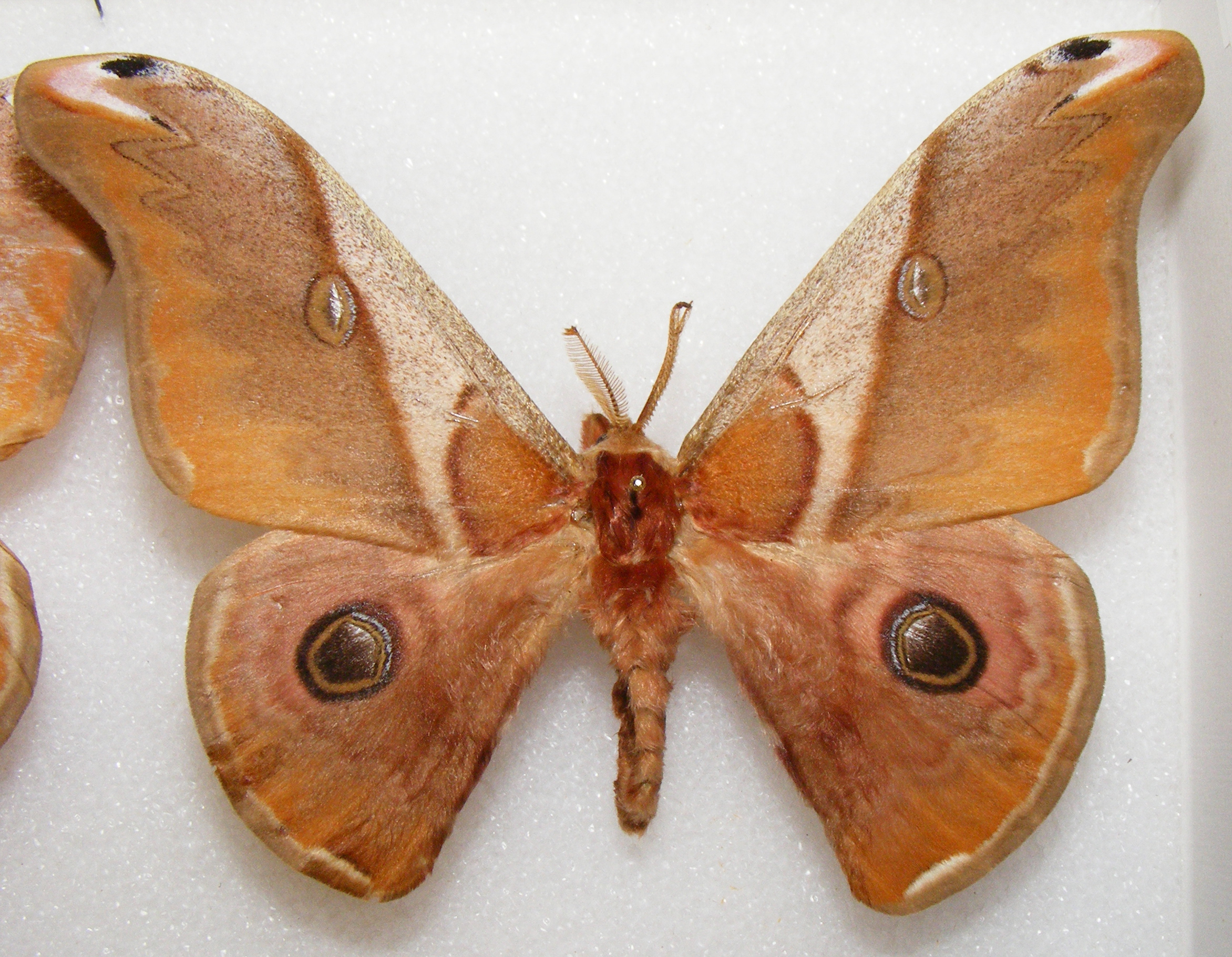
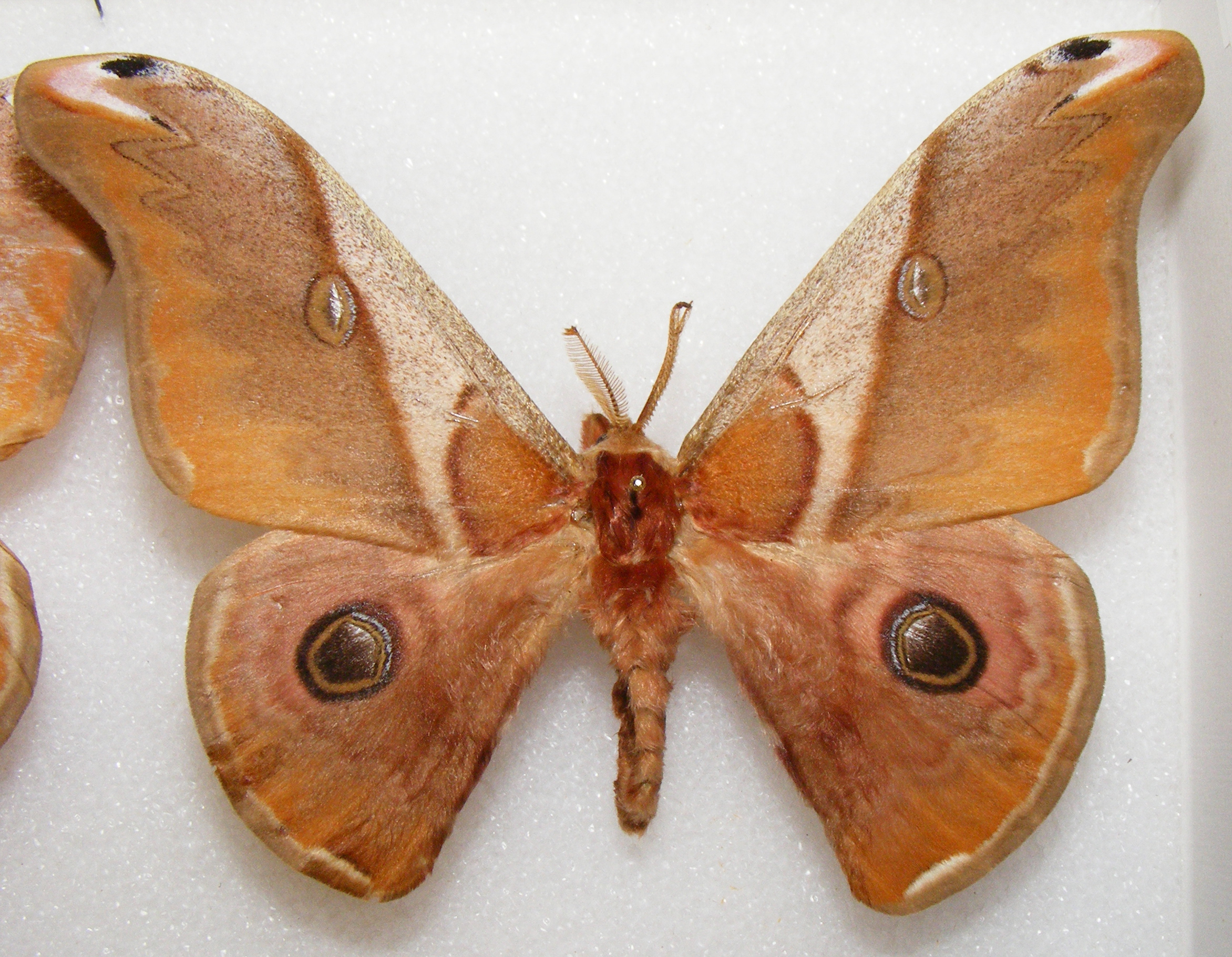